# ديف هاليداي
ديف هاليداي (بالإنجليزية: Dave Halliday)‏ (11 ديسمبر 1901 في المملكة المتحدة - 8 يناير 1970 في المملكة المتحدة) هو مدرب كرة قدم ولاعب كرة قدم بريطاني (وحمل سابقاً جنسية المملكة المتحدة لبريطانيا العظمى وأيرلندا) في مركز الهجوم. لعب مع كوين أوف ساوث ومانشستر سيتي ونادي أرسنال ونادي دندي ونادي سانت ميرين ونادي سندرلاند ونادي ليتون أورينت ويوفل تاون ورابطة كرة القدم الاسكتلندية الحادية عشر ‏.

## وصلات خارجية
- ديف هاليداي على موقع عالم كرة القدم.نت (الإنجليزية)